# Alexander Henderson
Alexander Henderson (Crail, 1583 – 19 agosto 1646) è stato un teologo scozzese, fu una figura molto importante all'interno della gerarchia ecclesiastica del suo tempo. Ed è considerato uno dei fondatori della chiesa riformata in Scozia.

## Biografia
Nato a Crail, nel Fife, si diplomò presso l'Università di St. Andrews nel 1603 e nel 1610 venne nominato professore di filosofia e di retorica presso la facoltà di belle arti. Nel 1615 venne presentato alla living church della cittadina di Leuchars in qualità di locale ministro del culto. Simpatizzante inizialmente per l'episcopalismo incontrò numerose difficoltà rendendosi ampiamente impopolare sia agli occhi dei suoi parrocchiani che del clero locale, tuttavia nel corso del tempo cambiò il suo punto di vista e si espresse in favore del sistema presbiteriano, diventando rapidamente uno dei più rispettato ministri del culto di tutta la Scozia.